# Glutwolke
Eine Glutwolke (frz. nuée ardente) ist ein Phänomen bei Vulkanausbrüchen. Der Begriff wird meist auch synonym als pyroklastischer Strom (frz. coulée pyroclastique) bezeichnet, welcher allerdings mehr festes Grobmaterial wie Lava und Bims enthält. Glutwolken treten bei unmittelbar neu entstehenden Ausbrüchen auf und bewegen sich horizontal, wenn sie an der Flanke des Vulkankegels austreten. Pyroklastische Ströme entstehen hingegen oft am Schlot eines Vulkans, können aber auch wie Glutwolken bei einem Flankenaufbruch entstehen, wie bei dem Ausbruch des Mount St. Helens 1980.
Glutwolken entstehen, wenn der Schlot eines Vulkanes durch zähflüssiges Magma verstopft ist und der hohe Druck im Inneren eine Flanke des Berges aufreißt. Dadurch strömen explosionsartig sehr heiße Gase, Magmen, Aschen und Gesteinsbrocken heraus und verwüsten binnen Minuten ihre Umgebung. Die Reichweite beträgt bis zu 30 Kilometer, die betroffene Fläche bis zu 600 km². Glutwolken können Geschwindigkeiten von bis zu 1000 km/h – also nahe Schallgeschwindigkeit – und Temperaturen bis zu 1000 °C erreichen. Sie werden oft als Variante bzw. als gashaltigere Form eines pyroklastischen Stroms betrachtet.
Ein bekanntes Beispiel für Glutwolken ist die Zerstörung Saint-Pierres und die Tötung seiner Einwohner durch den Vulkan Pelé auf Martinique am 8. Mai 1902, welche zur Bildung der Begriffe „pyroklastischer Strom“ und „Glutwolke“ führte.